# Melodije morja in sonca 2001
XXIV. Melodije morja in sonca so potekale 18., 19. in 21. julija 2001 v Portorožu. Razdeljene so bile na štiri kategorije:
- osrednji pop večer, ki je dal glavnega zmagovalca festivala,
- nova scena (neuveljavljeni in manj uveljavljeni izvajalci nad 17 let),
- otroški MMS (otroci, stari do 12 let) in
- najstniški MMS (13–17 let).

## Pop večer
Na osrednjem pop večeru, ki sta ga povezovala Mario Galunič in Lorella Flego, se je v tekmovalnem delu v Avditoriju Portorož predstavilo 22 izvajalcev:
| #   | Izvajalec                      | Naslov pesmi                   | Avtorji                                                                           |
| --- | ------------------------------ | ------------------------------ | --------------------------------------------------------------------------------- |
| 1.  | Botri                          | Ker vem                        |                                                                                   |
| 2.  | By The Way                     | Trenutek pravi je              |                                                                                   |
| 3.  | Ivan Hudnik                    | Moja želja                     |                                                                                   |
| 4.  | Damjana Golavšek               | Oljka                          |                                                                                   |
| 5.  | Tip Top                        | Lepo mi je                     |                                                                                   |
| 6.  | Ylenia Zobec                   | Simfonija                      | (Patrik Greblo/Nelfi Depangher/Patrik Greblo)                                     |
| 7.  | Tomaž Domicelj & Vlado Turnšek | Napisal bom pesem              | (Tomaž Domicelj, Vlado Turnšek)                                                   |
| 8.  | Polona                         | Čutim, da živim                | (Jadran Ogrin/Polona Furlan)                                                      |
| 9.  | Number One                     | Sogno d'estate (Poletne sanje) |                                                                                   |
| 10. | Ana Pupedan                    | Ne sladoleda ne mesa           |                                                                                   |
| 11. | Deja Mušič                     | Julij                          |                                                                                   |
| 12. | Yuhubanda                      | Bum bum                        | (Matjaž Vlašič/Urša Vlašič/Grega Sulejmanović, Boštjan Grabnar)                   |
| 13. | Merissa & Freeway              | Minuta                         |                                                                                   |
| 14. | Avtomobili                     | V jadrih                       |                                                                                   |
| 15. | Alenka Vidrih                  | Njegova barka                  | (Alenka Vidrih, Igor Razpotnik ml./Alenka Vidrih/Miha Stabej, Igor Razpotnik ml.) |
| 16. | So Real                        | The Last Song                  | (Mario Barišič, Aleš Šeško)                                                       |
| 17. | Nova pot                       | V tem jutru                    |                                                                                   |
| 18. | Željko                         | Leptir                         |                                                                                   |
| 19. | Majda Arh                      | Kako naj vem                   | (Majda Arh)                                                                       |
| 20. | Kalamari                       | Nora ljubezen                  |                                                                                   |
| 21. | Denisa Stanislavová (Slovaška) | Bez teba málo mám              |                                                                                   |
| 22. | Faraoni                        | Solinar                        |                                                                                   |

Zopet so nastopili tudi tuji izvajalci (Hrvaška, Italija, Slovaška). Kot posebna gosta sta nastopila skupina Luna in kanadski pevec Steve Angel.

### Nagrade
Nagrade strokovne žirije so prejeli:
- nagrado za najboljšega pop debitanta: By The Way
- nagrado za najboljšo priredbo: Mario Barišič in Aleš Šeško za pesem The Last Song
- nagrado za najboljšo interpretacijo: Željko
- nagrado za najboljše besedilo: Leon Oblak za pesem Konec in pika (Nova scena)

Nagrade občinstva:
- 1. nagrada: Yuhubanda – Bum bum
- 2. nagrada: Polona – Čutim, da živim
- 3. nagrada: Faraoni – Solinar

## Nova scena
Voditelja nove scene, ki je potekala v klubu Tivoli, sta bila Peter Poles in Jadranka Juras. Zmagala je Aleksandra Čermelj s pesmijo V tebi se nov dan začne.
Na novi sceni so nastopili:
1. Aleksandra Čermelj – V tebi se nov dan začne
2. Miha Kutnar – Ti si edina (Jasmina Cafnik/Jasmina Cafnik/Simon Gomilšek)
3. Vanago band – Ona (Metod Vuk/Peter Vuk/Metod Vuk, Peter Vuk)
4. Princeps – Nikoli ne reci ne
5. Johnny Bravo – Konec in pika (Leon Oblak/Leon Oblak/Bor Zuljan)
6. Avatar
7. Alex Delfin
8. Deja Vu
9. Vlado Jeremič
10. Marko Jurca
11. Niko Pirker
12. Monika Pučelj
13. Nives
14. ... Off
15. Edvin Školaris
16. Lili Žigo

## Otroški in najstniški MMS
Otroški in najstniški MMS je povezovala Deja Mušič.

### Otroški MMS
Zmagovalke otroškega MMS-a so bile Pupe s pesmijo Klobučki.
| #   | Izvajalec                          | Naslov pesmi            | Avtorji (glasbe / besedila / aranžmaja)             |
| --- | ---------------------------------- | ----------------------- | --------------------------------------------------- |
| 1.  | Flip                               | Res lepo je biti mlad   | A. Lavrič / M. Mehora Lavrič / A. Lavrič            |
| 2.  | Špela Stražišar & Aleksander Bobič | Leti, moj balon         | K. Pisk / Pisk / K. Novak                           |
| 3.  | Anka Simončič                      | Zmaj                    | B. Simončič / K. Simončič / B. Simončič             |
| 4.  | Eva Mittendorfer                   | Morska zabava           | A. Lavrič / M. Mehora Lavrič / A. Lavrič            |
| 5.  | Pupe                               | Klobučki                | K. Novak / Z. Majhen / Novak                        |
| 6.  | Anita Kralj                        | Ati, moje sonce si      | Edvin Fliser / B. Kolarič / A. Šimek                |
| 7.  | Lara Bogataj                       | Ghinghe, ganghe, gunghe | M. Bogataj / M. Bogataj / M. Bogataj, M. Piccinelli |
| 8.  | Jure Burger                        | Ti si moja ljubica      | J. Burger                                           |
| 9.  | Aleksandra Muhič                   | Življenje ni le pesem   | A. Šterk / A. Šterk / M. Pezdirc                    |
| 10. | Katja Koren                        | Pesem radosti           | Edvin Fliser / A. Šegula / D. Ženko                 |
| 11. | Uroš Bobek                         | Hočem, da bi se vrnila  | M. Hvala / D. Janc / M. Hvala                       |
| 12. | Jasna Kneipp                       | Nasmeh                  | A. Saksida                                          |
| 13. | Eva Černe                          | Najstništvo             | D. Drobnič / N. Drobnič / R. Černe                  |
| 14. | Roberta Fičur                      | Otok mojih sanj         | M. Petvar / S. Mehora / M. Petvar                   |

### Najstniški MMS
Zmagovalka najstniškega MMS-a je bila Maja Požar s pesmijo Ko bi le ti.
| #   | Izvajalec           | Naslov pesmi                  | Avtorji (glasbe / besedila / aranžmaja)      |
| --- | ------------------- | ----------------------------- | -------------------------------------------- |
| 1.  | Štefica Stipančević | Ti si moj                     | Marino Legovič / Drago Mislej / Legovič      |
| 2.  | Mateja Domanjko     | Na, na, na ... rešimo ta svet | S. L. Kovačič / S. L. Kovačič / D. Ženko     |
| 3.  | Maja Požar          | Ko bi le ti                   | M. Hvala / D. Janc / M. Hvala                |
| 4.  | Maja Slatinšek      | Usojena                       | M. Hvala / D. Janc / M. Hvala                |
| 5.  | Saša Firm           | Flamenco dancer               | D. Zore / J. Hvala / D. Zore                 |
| 6.  | Katja Klemenc       | Sonček v očeh                 | A. Lavrič / M. Mehora Lavrič / A. Lavrič     |
| 7.  | Barbara Zorec       | Jočem, ker te ni              | Edvin Fliser / A. Šegula / D. Ženko          |
| 8.  | Vox                 | Pot                           | A. Gliha / S. Tesovnik / A. Gliha            |
| 9.  | Mojca Kirašič       | Svet na dlani                 | Sergej Pobegajlo / U. Majdič / Pobegajlo     |
| 10. | Sanja Cerjak        | Kralj sveta                   | Majda Arh / Arh / T. Jovanovič               |
| 11. | Olgica Trbovc       | Kdo te ljubi bolj kot jaz     | D. Zore, V. Petek / V. Petek / D. Zore       |
| 12. | Aleksandra Cavnik   | Glasba je kot mavrica         | Edvin Fliser / M. Ozvatič Žveplan / A. Šimek |